# 楊業
楊 業（よう ぎょう、拼音：Yáng Yè、? - 986年）は、中国の五代十国時代から北宋初期にかけての武人。楊継業（よう けいぎょう、Yáng Jìyè）とも言い、また楊老令公と称せられる。もとの名は重貴。并州太原県の出身。本貫は麟州新秦県。

## 生涯
楊業の父の楊信は後漢にあって麟州刺史に任じられた。楊業は青年時代に後漢の河東節度使の劉崇の部下となった。後周の広順元年（951年）、劉崇は太原にて北漢を建国した時に、楊業は建雄軍（現在の山西省忻州市代県）節度使となった。後に、劉鈞は、彼を養子とし、「劉継業」の名を与えた（これにより、北漢末の君主の劉継元と同輩になった）。さらに、楊業に長く北方の守りの代州を固めさせ、遼軍に備えさせた。北漢の君主の劉継元が宋の太宗に降伏した後も、戦闘を継続したが、劉継元自らの降伏勧告により宋に降った。左領軍大将軍・鄭州防禦使に任ぜられ、潘美と共に北方の遼の南下に備えた。
宋の太平興国5年（980年）3月、遼の景宗は10万の兵を発して雁門関を攻めた。楊業は奇兵を出して雁門関を迂回して北より遼軍に奇襲をかけ、潘美と前後から攻撃し、大いに遼軍を破った。このとき、遼国の駙馬都尉・侍中蕭啜里を殺し、馬歩軍都指揮使の李重海を生け捕りにした。この功績により、楊業は雲州観察使に昇進した。これより楊業は、遼軍の間で畏れられるようになった。
雍熙3年（986年）、太宗は北伐して遼を攻めることを決定した。潘美と楊業を西路軍の主将とした。途中、曹彬が岐溝関の戦いで敗れ、田重進・潘美が蔚州で破れたため、遼軍の優勢な兵力と正面から向き合わざるを得なくなった。耶律斜軫の大軍が追撃してくる状況となり、楊業はその鋭鋒をさけることを主張したが、王侁の讒言を受け、二心あることを疑われた。楊業は北漢の武将であったのが降伏しているので、他人に疑われるのを避けざるを得ず、明らかに不利な状況の下、出兵することを主張せざるを得なかった。結果、狼牙村（現在の山西省朔州市朔城区）で大敗し、全軍壊滅した。子の楊延玉はこの戦役で戦死し、楊業の悲憤限りなく、絶食しその忠義の心を明らかにしようと決意し、捕虜となり連行される途中で死亡した。
楊業の死後、太宗は潘美の位を三階級落とし、王侁の名を名簿から削り、金州に流し、劉文裕の名も削除して登州に流した。
楊業には7人の子供があり、楊延玉以外は楊延昭（本名は楊延朗）・楊延浦・楊延訓・楊延瓌・楊延貴・楊延彬である。ただ、六男の楊延昭だけに子孫がおり、北宋中期の名将の楊文広は、楊延昭の子である。
楊業の妻は、姓を折という。清の光緒年間に編集された『岢嵐州志』巻九「人物・節婦」の条の記載には次のようにある：「楊業、折徳扆の女を娶る」、「折の性は敏にして、慧成り。嘗て業の戦功を立てるのを助け、楊無敵と号する」と。『宋史』巻二五二「折徳扆伝」の記載には、「折徳扆、雲中に居す」と。折徳扆の父親の「折従阮は、晋漢（後晋・後漢）以来、府州に独り居る」。折家は後周に帰服した後、「父子倶に節鎮を領す、時の人、これを栄となす」。折徳扆の弟の折徳願、子の折御勲・折御卿、玄孫の折克行はみな武官となった。折と楊の両家は同じく山西の人であり、折従阮と楊信はみな地方の豪族で、府州と麟州は隣り合っている。折徳扆は、楊業に比べて24歳年上であり、両家がともに代々武門の家でありことにより、折徳扆は自分の娘を楊業に娶せたのであり、折徳扆の娘は折氏であるが、「楊家将」の話の佘太君にあたる。「佘」は「折」の誤りであろう。

## 楊家将
楊業の死後、彼の子孫は、その精忠報国の意志を継いで、遼に対して交戦を続けた。中でも楊延昭・楊文広は最も有名である。北宋の著名な文学者の欧陽脩は、楊業・楊延昭を、「父子は皆名将、その知勇は無敵と号す、今に至るまで天下の士から在野の子供に到るまで、皆これを良く言う」と称えた。宋元の民間芸人は「楊家将」の故事をもとに、戯曲を編成したり、舞台に掛けたりした。明代に到ると、民間で彼らの故事から『楊家将演義』『楊家将伝』を作った。また、小説や評伝の形で社会に広まった。しかし、歴史的な考証に基づいているとは言えず、穆桂英などの人物は実在ではなく、民間で作られたものである。
山西省代県では、ある古い鐘楼に2つの巨大な「威震三関」と「聲聞四達」の額がある。言い伝えでは、「楊家将」の不朽の功績を称えるものだと言われており、現在にまで残る珍しい遺物である。
楊業の事蹟は、『楊家将演義』で中国では有名であるが、日本では長く翻訳されず、あまり知られてこなかった。北方謙三が小説『楊家将』『血涙』を著して、日本でも少しは知られるようになったが、これらの小説は忠実な翻訳というより北方の翻案である。初の日本語訳として2015年6月に岡崎由美・松浦智子共訳で『完訳 楊家将演義』（勉誠出版、上・下）が刊行された。

## 登場作品
ドラマ
- 『楊家将（中国語版）』（1991年、演：李志毅（中国語版））
- 『楊家将伝記 兄弟たちの乱世』（2006年、演：翁家明（中国語版））
- 「大宋伝奇之趙匡胤」（2015年、日本未公開、演：王輝）

映画
- 『楊家将〜烈士七兄弟の伝説〜』（2013年、演：アダム・チェン）